# Иудифь (пьеса)
«Комедия из книги Иудифь» или «Олоферново действо» — одна из первых пьес русского театра, впервые поставленная на сцене в 1673 году. Предположительно была написана на немецком языке, но сохранился только русский вариант текста.

## Сюжет
Пьеса основана на ветхозаветной Книге Юдифи. Её главная героиня — молодая и благочестивая иудейская вдова Юдифь из города Вефулия, осаждённого ассирийской армией. Она отправляется во вражеский лагерь, обольщает военачальника Олоферна и отрубает ему голову, спасая таким образом родину от нашествия. Исследователи отмечают, что ключевой мотив «Иудифи» — наказание «гордых царей» и гордецов вообще, актуальный для русской литературы 1660-х — 1670-х годов.

## История текста
Известно, что «Иудифь» была поставлена в придворном театре царя Алексея Михайловича между 2 и 9 февраля 1673 года. Она стала второй пьесой в этом театре после «Артаксерксова действа». Спектакли шли в течение нескольких последующих лет в Москве и в Преображенском. Сохранились четыре рукописи с текстом пьесы: одну датируют XVII веком, остальные — XVIII. Первая публикация состоялась в 1789 году, в составе «Древней российской вивлиофики» Николая Новикова.
Исследователи находят в тексте «Иудифи» множество германизмов и полонизмов. Исходя из этого, они предполагают, что пьеса была написана на немецком языке, а потом переведена на русский украинцем или поляком (в одной из гипотез фигурирует как автор перевода Симеон Полоцкий). По альтернативной версии, автор-немец изначально писал по-русски, так как оставалось слишком мало времени до премьеры. В качестве одного из предполагаемых авторов учёные называют Иоганна Палцера, помощника Иоганна Готфрида Грегори (организатора и режиссёра придворного театра).